# Růže oválnolistá

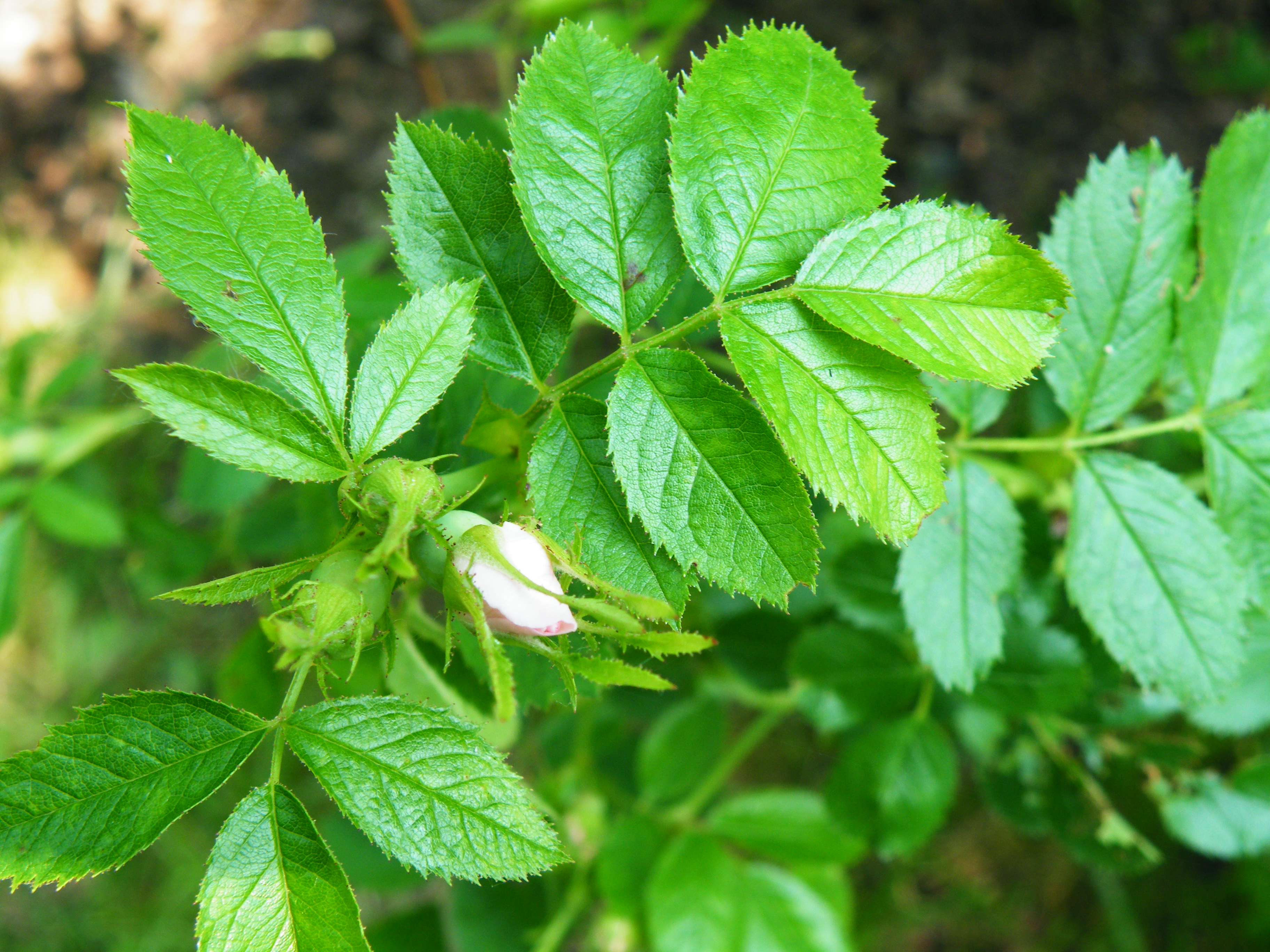
Listy a květní pupeny

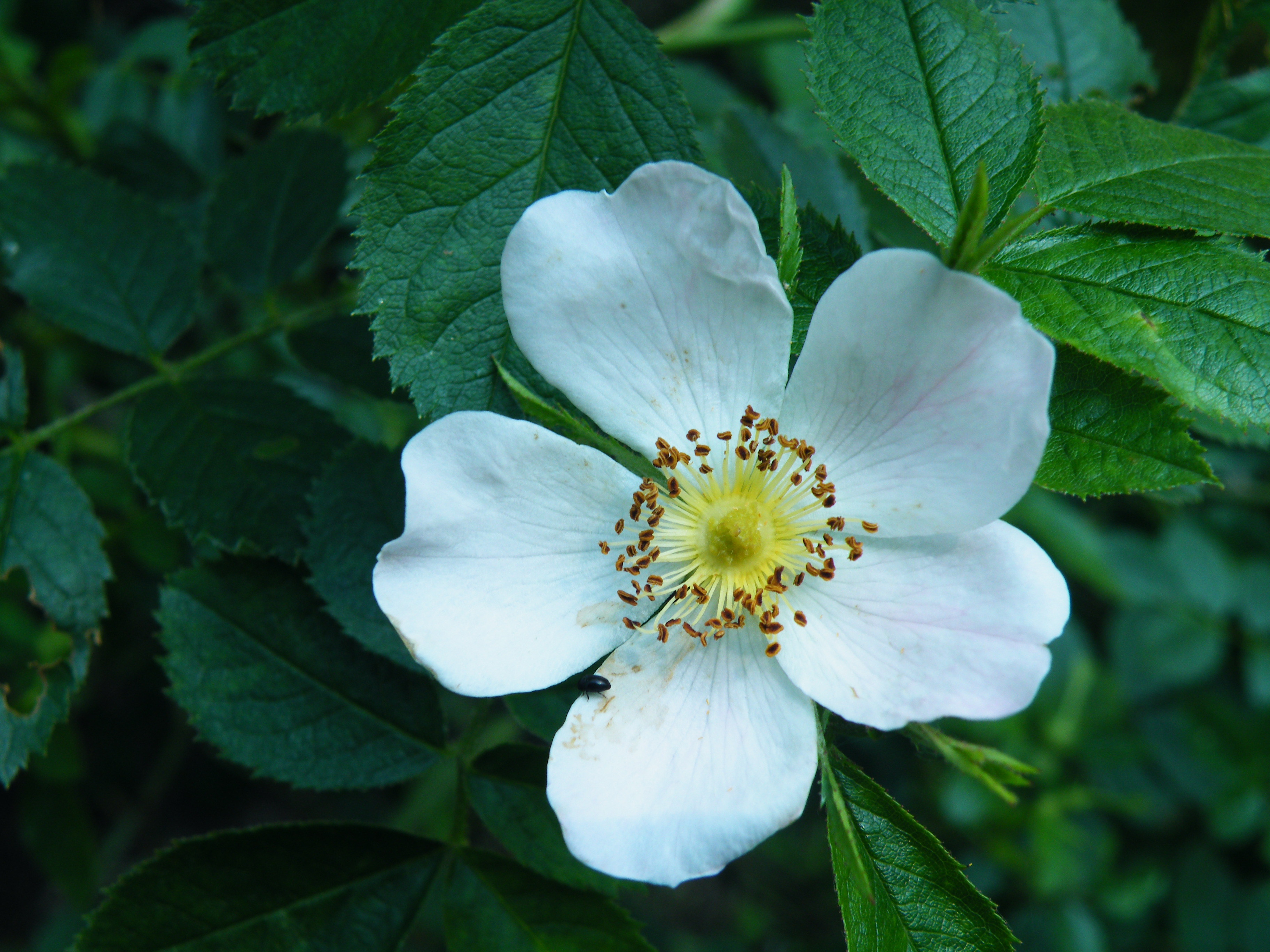
Květ

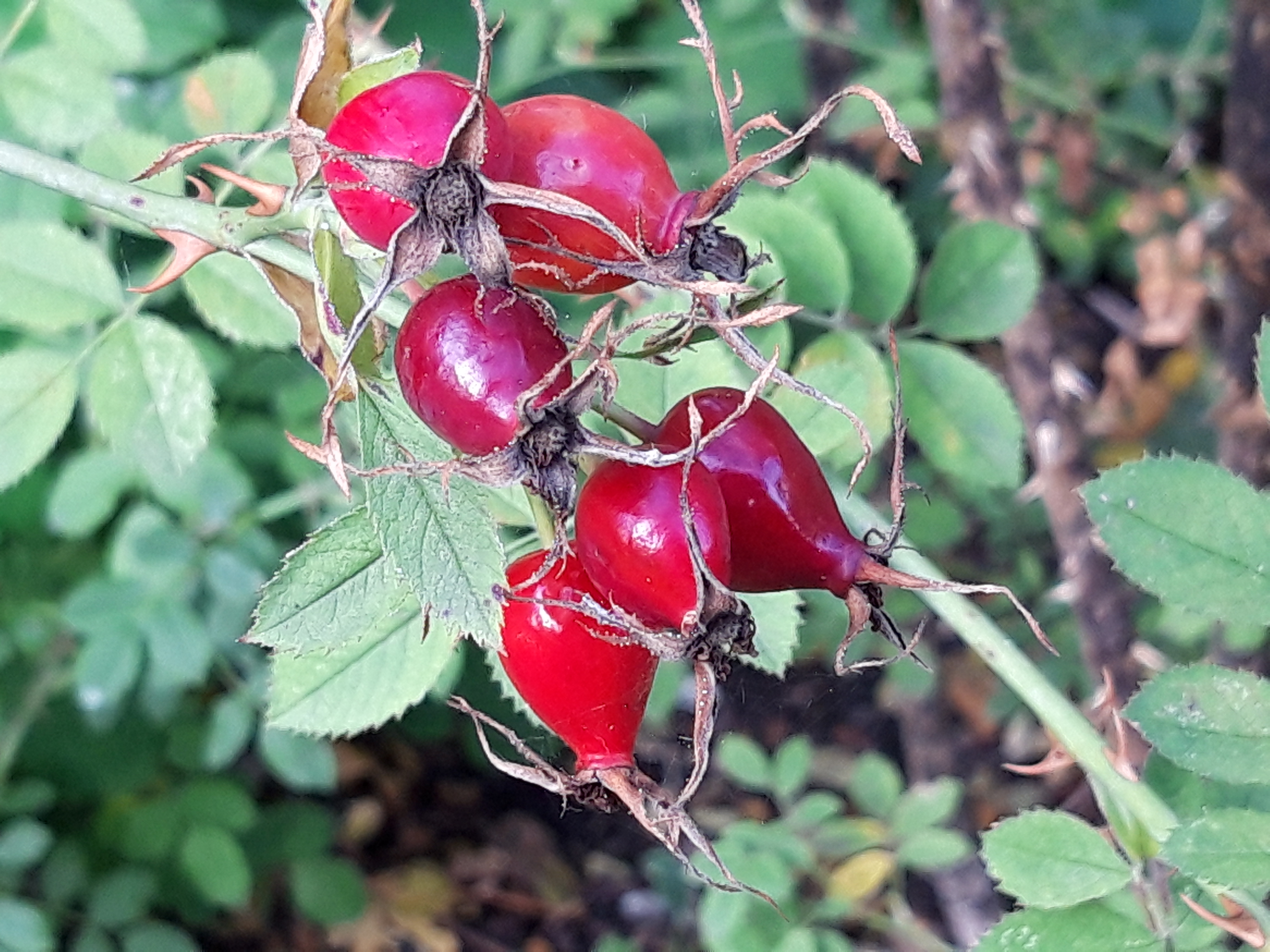
Zralé šípky

Růže oválnolistá (Rosa elliptica) je planě rostoucí, ostnitá, keřovitá růže dorůstající do výše 2 m. Kvete v letních měsících světle růžovými a vonnými květy, obdobně aromatické jsou i její listy. Tato nenáročná a dosud málo využívaná dřevina přizpůsobená středoevropskému podnebí je považována za původní druh české přírody.
V "Červeném seznamu ohrožených druhů České republiky" je zařazena do kategorie (C4b), mezi vzácnější druhy vyžadující další pozornost.

## Rozšíření
Je rostlinou s výhradně evropským rozšířením, od jižních oblastí Norska a Švédska na severu po Itálii a Balkánský poloostrov na jihu, od Francie a Španělska na západě po Baltské státy a Ukrajinu na východě. Neroste na Britských ostrovech. V Alpách roste v nadmořské výšce až 1800 m.
V české přírodě se vyskytuje, i když ne příliš hojně, po celém území republiky. V oblastech řazených do termofytika a mezofytika roste častěji, v oreofytiku jen ojediněle. Nejvýše zaznamenaný výskyt je ve výšce okolo 800 m n. m., ve Volarech a na Klínovci.

## Ekologie
Dřevina je fanerofyt rostoucí na suchých, hlavně výslunných svazích, opuštěných horských pastvinách, po lesních okrajích či na náspech okolo cest nebo také v houštinách na světlých stráních podél vodních toků. Nejvíce kvete a plodí na místech s trvalým celodenním slunečním svitem a na stanovištích s propustnou zeminou, která může být hlitopísčitá až kamenitá a je ideálně na vápencovém podloží. Kvete v červnu a červenci, šípky dozrávají v srpnu a září.
Růže oválnolistá je považována za součást blízce příbuzných druhů spadajících do skupiny Rosa rubiginosa agg. Počet chromozomů x = 7, ploidie 2n = 35 nebo 42, vyskytuje se ve dvou ploidních stupních, jako pentaploidní a hexaplodní.

## Popis
Hustě rozvětvený, opadavý keř se světle hnědými větvemi, přímými nebo obloukovitě sehnutými, který vyrůstá z hluboko sahajících kořenů. Dorůstá nejvýše do 2 m a do šířky 1,5 m, v případě blízké opory mohou větve opírající se o ostny sahat i výše. Ostny jsou sehnuté až nazpět hákovitě ohnuté, směrem vzhůru se zmenšují, vyrůstají poměrně řídce a často ve dvojicích. Rostou na většině větví, pouze kmínky v přízemních partiích a květonosné větévky bývají bezostné. Jsou střídavě porostlé složenými, lichozpeřenými, dvou až trojjařmými listy, které mají řapíky i palisty. Lístky jsou tvaru eliptického až podlouhle obvejčitého, řapíčkaté, dlouhé 1,5 až 3 cm, na bázi jsou klínovité, na vrcholu zašpičatělé či tupě špičaté a po obvodě dvojnásobně zubaté. Na lícní straně jsou lesklé a na spodní straně i na špičkách jsou hustě chlupatě žláznaté a za horka nebo po poranění žlázky vypouštějí silici vonící po jablkách.
Květy jsou vonné, světle růžové nebo až bílé, oboupohlavné, pětičetné a velké v průměru 2,5 až 3,5 cm. Vyrůstají ve tří a vícekvětých chocholičnatých květenstvích, jen zřídka jednotlivě. Kališní lístky jsou dlouhé a úzké, po odkvětu směřují přímo nebo šikmo vzhůru, jsou po dlouhou dobu vytrvalé, na vyvíjejících se šípcích zůstávají a teprve na zralých zasychají a mechanicky se odírají a odpadávají. Korunní lístky jsou růžové až bílé, mají tvar vejčitý až široce vejčitý a bývají mělce dvoulaločné. V květu je pomnoženo mnoho chlupatých, žlutě zbarvených tyčinek se žlutými prašníky. Spodní semeník, vzniklý z více plodolistů, je zakončen mnoha čnělkami vytvářející nápadnou hlavičku. Květy jsou opylovány hmyzem nalákaným na nektar, případně se mohou opylit i samosprašně.
Po opylení se z květu vyvine dužnatý šípek, který bývá poměrně mnohotvarý, může být kulovitý, oválný, elipsoidní nebo řidčeji i hruškovitý, je velký asi 1 cm a má asi stejně dlouhou stopku. Je zbarven oranžově červeně, povrch má hladký a lesklý, disk plochý nebo klenutý a ústí úzké nebo široké. Obsahuje velký počet světložlutých, jednosemenných nažek asi 1 mm velkých. Šípky k lidské potřebě nebývají, neboť brzy po dozrání jsou rozměklé.

## Význam
Růže oválnolistá je vhodná k použití jako okrasná rostlina, hlavně v parcích a přirozených okrasných zahradách bez nutností náročné údržby a řezu. Využívá se k estetickému zakrytí oplocení, starých zdí nebo přímo jako živý plot. Je v porovnání s vyšlechtěnými kultivary odolná vůči houbovým chorobám i živočišným škůdcům. Keře jsou oblíbeným hnízdištěm a šípky potravou pro četné druhy zvířat.